# キノフィルムズ
株式会社キノフィルムズ（英: Kino Films Co., Ltd.）は、日本の映画製作・配給会社。木下グループ傘下。

## 沿革
- 2011年4月1日[1] - 木下グループの映画製作・配給事業を担当した部門が独立して設立。

- 2016年9月 - 「木下グループ新人監督賞」を創設したことを発表[4]。

## 自社製作映画
- 指輪をはめたい（2011年11月19日公開）
- 忌野清志郎 ナニワ・サリバン・ショー〜感度サイコー!!!〜（2011年11月26日公開）
- セイジ-陸の魚-（2012年2月18日公開）
- くちづけ（2013年5月25日公開）
- 箱入り息子の恋（2013年6月8日公開）
- 人類資金（2013年10月19日公開）
- 醒めながら見る夢（2014年5月17日公開）
- 悼む人（2015年2月14日公開）
- ジヌよさらば〜かむろば村へ〜（2015年4月4日公開）
- エルネスト（2017年10月6日公開）
- ある船頭の話（2019年9月13日公開）

## 木下グループ新人監督賞
新たな監督発掘を目的として創設され、グランプリ（1作品）、準グランプリ（3作品）が発表され、受賞作はキノフィルムズの配給で劇場公開される予定。第1回の発表は2017年を予定。

## 映画館の開設
映画館の運営事業を行うため、2018年10月に当社の関連会社として設立された株式会社 kino cinéma（キノシネマ）が、2019年に横浜のみなとみらいエリアと東京の立川駅近くに、2020年に福岡の天神エリアに、2022年に神戸の三宮にミニシアターを開設している。
- kino cinéma（キノシネマ）横浜みなとみらい（2019年4月12日開業／3スクリーン／みなとみらいミッドスクエア2階[注 1]）[10][11]
- kino cinéma（キノシネマ）立川髙島屋S.C.館（2019年6月28日開業／3スクリーン／立川髙島屋S.C.8階）[12][13][14]
- kino cinéma（キノシネマ）天神（2020年6月11日開業／3スクリーン／カイタック スクエア ガーデン3階）[7][15]
- kino cinéma（キノシネマ）神戸国際（2022年4月1日開業／4スクリーン／神戸国際会館11階〈閉館した「神戸国際松竹」の跡施設として開館〉）[8][16]
- kino cinéma（キノシネマ）新宿（2023年11月16日開業／2スクリーン／新宿文化ビル4階・5階〈閉館した「EJアニメシアター新宿」の跡施設として開館〉）[17][18]
- kino cinéma（キノシネマ）心斎橋（2024年12月13日開業予定／2スクリーン／心斎橋BIGSTEP4階〈閉館した「シネマート心斎橋」の跡施設として開館〉）[19][20]